# Hilarempis rodriguezi
Hilarempis rodriguezi är en tvåvingeart som beskrevs av Carrera 1954. Hilarempis rodriguezi ingår i släktet Hilarempis och familjen dansflugor. Inga underarter finns listade i Catalogue of Life.